# العلاقات الأوغندية البرتغالية
العلاقات الأوغندية البرتغالية هي العلاقات الثنائية التي تجمع بين أوغندا والبرتغال.

## مقارنة بين البلدين
هذه مقارنة عامة ومرجعية للدولتين:
| وجه المقارنة                                              | أوغندا                        | البرتغال                                                  |
| --------------------------------------------------------- | ----------------------------- | --------------------------------------------------------- |
| المساحة (كم2)                                             | 241.04 ألف                    | 92.21 ألف                                                 |
| عدد السكان (نسمة)                                         | 42.86 مليون                   | 10.60 مليون                                               |
| الكثافة السكانية (ن./كم²)                                 | 177.81                        | 114.95                                                    |
| العاصمة                                                   | كامبالا                       | لشبونة                                                    |
| اللغة الرسمية                                             | لغة إنجليزية، اللغة السواحلية | اللغة البرتغالية، اللغة الميراندية                        |
| العملة                                                    | شيلينغ أوغندي                 | يورو، اسكودو برتغالي                                      |
| الناتج المحلي الإجمالي (بليون دولار)                      | 25.89 مليار                   | 217.57 مليار                                              |
| الناتج المحلي الإجمالي (تعادل القوة الشرائية) بليون دولار | 72.25 مليار                   | 307.82 مليار                                              |
| الناتج المحلي الإجمالي الاسمي للفرد دولار أمريكي          | 705                           | 19.22 ألف                                                 |
| الناتج المحلي الإجمالي للفرد دولار أمريكي                 | 1.77 ألف                      | 28.76 ألف                                                 |
| مؤشر التنمية البشرية                                      | 0.483                         | 0.830                                                     |
| رمز المكالمات الدولي                                      | +256                          | +351                                                      |
| رمز الإنترنت                                              | .ug                           | .pt                                                       |
| المنطقة الزمنية                                           | ت ع م+03:00                   | توقيت غرب أوروبا، توقيت غرب أوروبا الصيفي، أوروبا/لشبونة ‏ |

## منظمات دولية مشتركة
يشترك البلدان في عضوية مجموعة من المنظمات الدولية، منها:
| علم المنظمة | اسم المنظمة                               | تاريخ انضمام أوغندا | تاريخ انضمام البرتغال |
| ----------- | ----------------------------------------- | ------------------- | --------------------- |
|             | مؤسسة التنمية الدولية                     | 27 سبتمبر 1963      | 29 ديسمبر 1992        |
|             | يونسكو                                    | 9 نوفمبر 1962       | 11 مارس 1965          |
|             | وكالة ضمان الاستثمار متعدد الأطراف        | 10 يونيو 1992       | 6 يونيو 1988          |
|             | الأمم المتحدة                             | 25 أكتوبر 1962      | 14 ديسمبر 1955        |
|             | الفريق المعني برصد الأرض                  | ?                   | ?                     |
|             | الاتحاد البريدي العالمي                   | ?                   | ?                     |
|             | البنك الدولي للإنشاء والتعمير             | 27 سبتمبر 1963      | 29 مارس 1961          |
|             | الاتحاد الدولي للاتصالات                  | 8 مارس 1963         | 1866                  |
|             | منظمة حظر الأسلحة الكيميائية              | ?                   | ?                     |
|             | مؤسسة التمويل الدولية                     | 27 سبتمبر 1963      | 8 يوليو 1966          |
|             | المركز الدولي لتسوية المنازعات الاستشارية | 14 أكتوبر 1966      | 1 أغسطس 1984          |
|             | منظمة التجارة العالمية                    | ?                   | ?                     |
|             | منظمة الشرطة الجنائية الدولية             | ?                   | ?                     |
|             | البنك الإفريقي للتنمية                    | ?                   | ?                     |

## وصلات خارجية
- موقع وزارة الخارجية الأوغندية
- موقع وزارة الخارجية البرتغالية